# Torrons la Campana
Torrons la Campana és una botiga situada al carrer de la Princesa, 36 de Barcelona, catalogat com a element d'interès paisatgístic (categoria E3).

## Història
L'establiment de torrons va ser fundat a la plaça de l'Àngel abans del 1890 per Francesc Mira, natural de Xixona, i el 1920 es traslladà al carrer de la Princesa. El negoci ha anat passant de generació en generació fins a la quarta.

## Descripció
Establiment comercial situat al local esquerre del portal d'accés. Les dues úniques obertures de la botiga estan situades al carrer Princesa. Presenten una estructura de fusta aplacada a la façana que disposa de tres brancals, decorats amb unes volutes i gravats amb motius vegetals, a l'interior dels quals figura el nom dels productes en venda. Emmarcant les dues obertures hi ha un moble situat a la llinda de manera contínua amb el nom de l'establiment pintat damunt la fusta. Les dues obertures tenen una petita porta, també de fusteria, i un aparador al costat, col·locat de manera simètrica. A l'obertura del costat esquerre es conserva el moble aparador. Pel que fa a l'interior, de dimensions petites, està marcat per la fusteria de tons clars que ocupa tot l'espai. Hi ha, també, els taulells formats per un moble de fusta laminats amb un sobre de marbre i dos mobles de prestatges amb vitrines senzilles. A la paret frontal hi ha un rètol que commemora els cent anys d'història de la torroneria.